# Montanel
Montanel är en kommun i departementet Manche i regionen Normandie i norra Frankrike. Kommunen ligger i kantonen Saint-James som tillhör arrondissementet Avranches. År 2018 hade Montanel 338 invånare.

## Befolkningsutveckling
Antalet invånare i kommunen Montanel
| Referens: INSEE |